# Dobriła
Dobriła (bułg. Добрила) – schronisko turystyczne w Starej Płaninie w Bułgarii.

## Opis i położenie
Schronisko jest położone w Parku Narodowym Centralny Bałkan na przełęczy między Dobriłą i Lewskim (Ambaricą). Dysponuje 50 miejscami z wewnętrznymi węzłami sanitarnymi i umywalniami i centralnym ogrzewaniem. Schronisko graniczy z dwoma rezerwatami PN Centralny Bałkan – Steneto na północnym zachodzie i Starą reką na południowym wschodzie. Ma prąd z sieci miejskiej i dostęp do wody bieżącej. Dysponuje restauracją i telewizją satelitarną. Schronisko jest na trasie europejskiego długodystansowego szlaku pieszego E3 ( Kom - Emine). W pobliżu schroniska znajduje się hotel Dobriła z 16 pokojami dwuosobowymi.
Sąsiednie obiekty turystyczne:
- schronisko Dermenka – 3 godz.
- schroniska Nezabrawka – 40 min.
- górna stacja wyciągu krzesełkowego z Sopotu – 1,10 godz.
- schronisko Ambarica – 3 godz.
- schronisko Wasił Lewski – 4,30 godz.
- szczyt Lewski (Ambarica, 2166 m n.p.m.) – 1,45 godz.
- szczyt Botew (2376 m n.p.m.) – 9 godz.
- schronisko Tyża – 12 godz. przez Botew

Szlaki są znakowane.
Punkt wyjściowy: Sopot – wyciąg krzesełkowy + 40 min pieszo lub 4 godz. znakowanym szlakiem.